# Koma
Koma va ser una banda de metal alternatiu procedent de Pamplona, Navarra que actualment està inactiuva.

## Biografia
Van publicar la seva primera maqueta el 1995. Els mil exemplars es va vendre ràpidament i van començar a tocar a bars i a gaztetxes amb Brigi com a cantat, encara que fins llavors tocava la bateria.
L'abril de 1996 publiquen un disc titulat com el grup amb la discogràfica GOR, del qual en sorgí una gira amb 57 concerts per Espanya durant el 1996.
Mentres realitzaven la gira estaven gravant el seu segon CD titulat El infarto que es publicà l'octubre de 1997. Se'n van vendre 10.000 còpies en 10 dies. La gira d'aquest disc va durar d'octubre de 1998 a gener de 1999, realitzant un total de setanta-un concerts.
Van anar realitzant col·laboracions. Van convertir el seu conegut teme "Aquí huele como que han fumao"" en "Equi güel comu que van fumar" per a una recopilació a favor de la normalització lingüística de l'asturià, L'asturianu muévese. I també una versió per a Aurtengo Gorakada del grup Itoiz de la canço "Mareaa Gora", el qual es va convertir en tot un èxit al País Basc.
L'any 1999 present el disc El catador de vinagre, gravat a l'estudi Elkarlanean (Donostia) amb el seu productor habitual Miguel Aizpún.
Gràcies al seu quart disc d'estudi del 2000 anomenat Criminal els conviden als festivals de rock Vinya Rock (2001) i Machina (2001).
Graven un concert en directe al Kafe Antzokia el juliol de 2001 que publiquen amb el nom Molestando a los vecinos a finals d'aquest mateix any.
El 22 d'octubre de 2007 va sortir a la venda el seu sisè disc d'estudi titulat Sakeo. El primer single del disc va ser la cançó que dona títol al disc "Sakeo". Posteriorment van llançar un segon single de la cançó "El sonajero".
El seu setè disc d'estudi es titula La maldición divina va sortir a la venda l'1 de març de 2011. Es caracteritza per un so més heavy i unes lletres iròniques. El primer single d'aquest disc és "El cojín cervical".
El 14 de juny de 2012 el cantant i líder del grup, Brigi Duc anuncia que abandona el grup.
I al novembre de 2012, el grup va anunciar la dissolució definitiva de Koma.
El grup realitzà l'últim concert de comiat el dia 29 de desembre de 2012 al festival Hatortxu Rock.
A continuació, Brigi Duc toca la bateria al grup d'El Drogas, anteriorment anomenat Txarrena.
Els ex components Rafa Redín i Natxo Zabala van crear en 2013 el grup Sakeo. Publicant el 2014 el seu primer àlbum titulat La muda.
Juan Carlos des del 2015 és el bateria del grup Boni amb el disc d'estudi Incandescente.

## Components

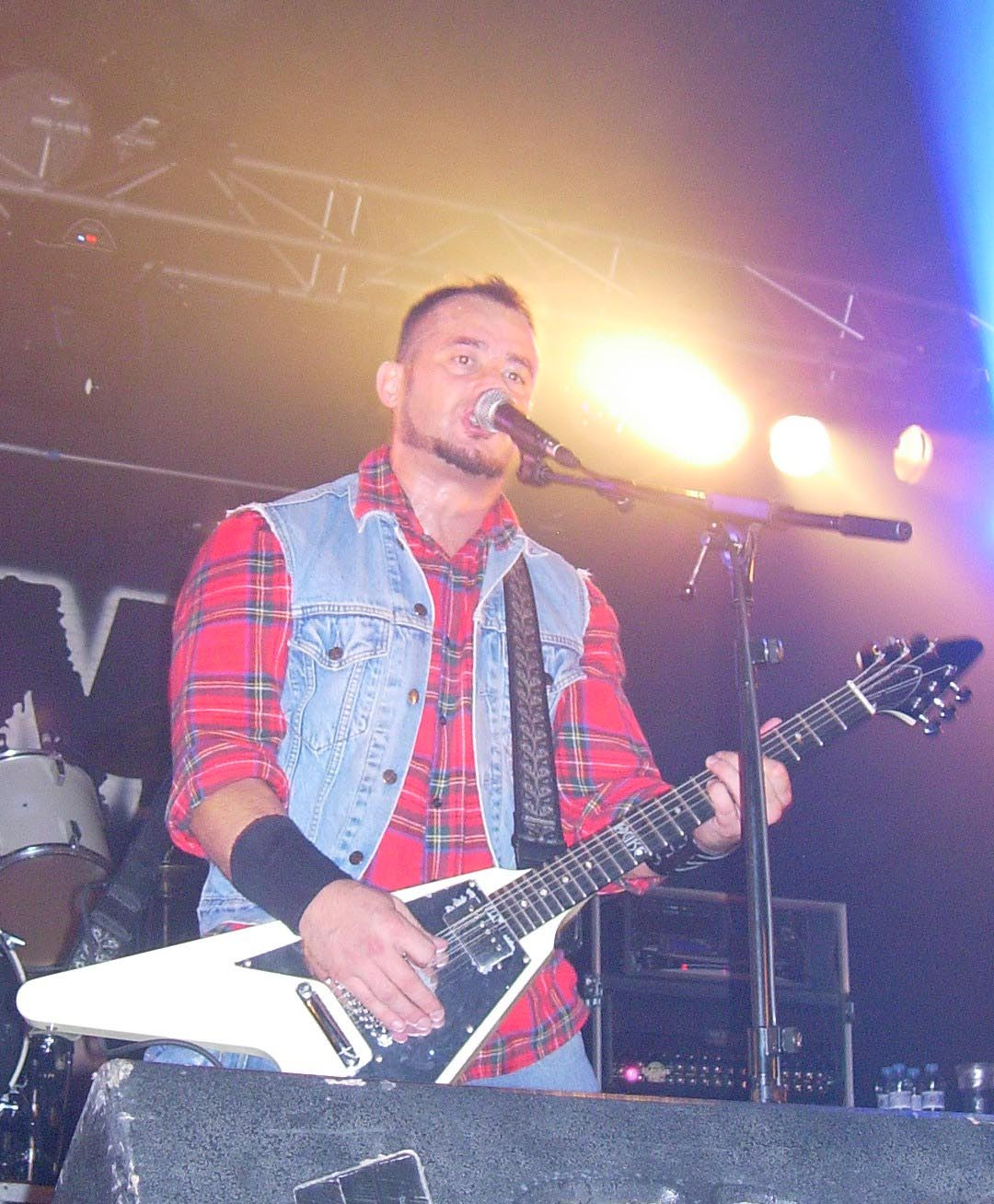
Brigi al concert d' Irura el 2007

- Brígido Duque (veu i guitarra)
- Rafael Redín (baix)
- Natxo Zabala (guitarra)
- Juan Karlos Aizpún (bateria)

## Discografia
- Maqueta, 1995.
- Koma, (GOR, 1996).
- El infarto, (GOR 1997).
- El catador de vinagre, (GOR 1999).
- Criminal, (Locomotive Music, 2000).
- Molestando a los vecinos, (Locomotive Music, 2001).
- Sinónimo de ofender, (Locomotive Music, 2004).
- Sakeo, (Maldito Records, 2007).
- La maldición divina, (Maldito Records, 2011).